# Tunnel romain du Furlo

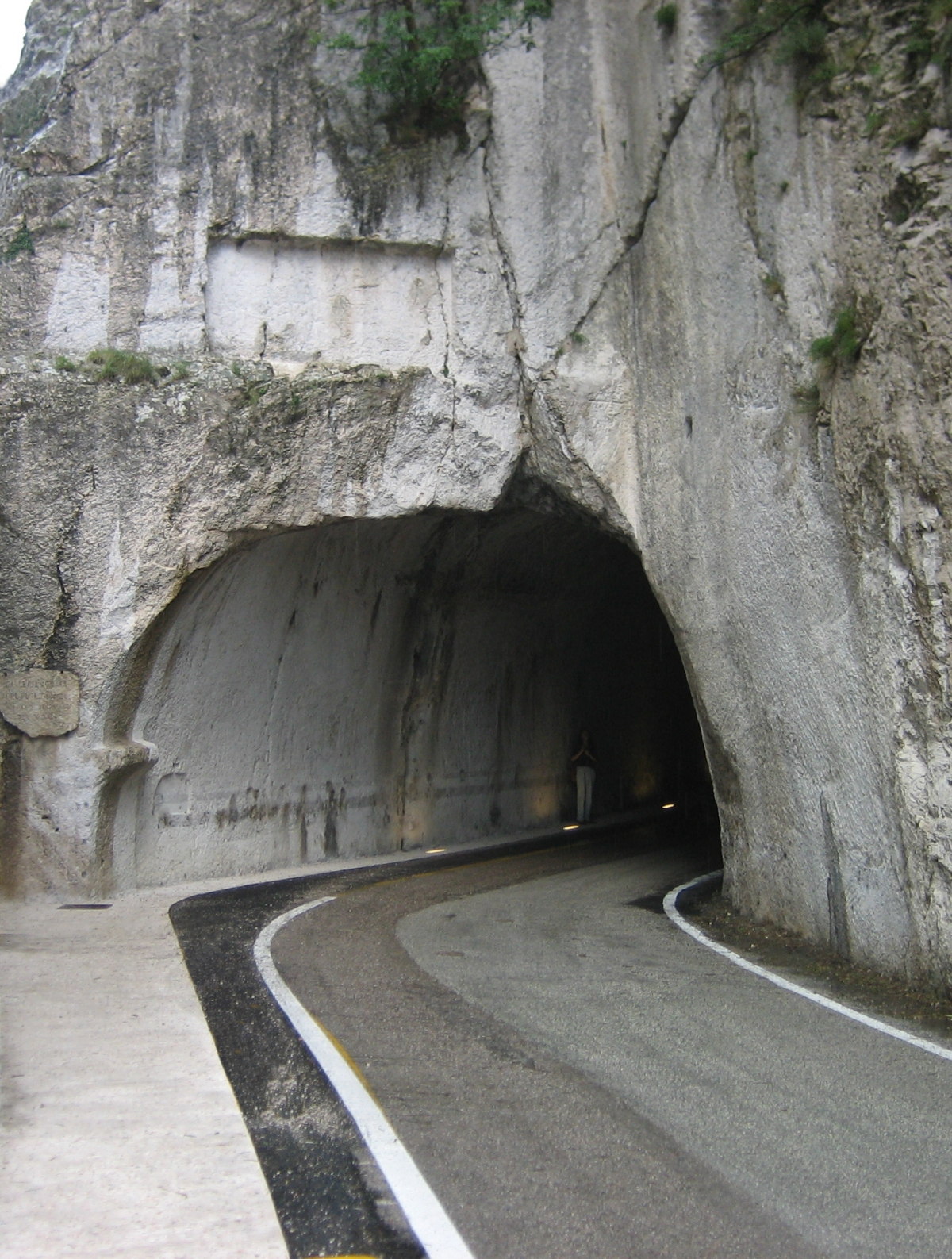
Entrée nord du tunnel romain du Furlo, avec inscription latine.

Le tunnel romain du Furlo (galleria del Furlo) est un ouvrage datant du règne de l'Empereur Vespasien, situé sur la Via Flaminia, au niveau de la Gola del Furlo (Gorges du Furlo), au nord-est d'Acqualagna (province de Pesaro et Urbino, Marches, Italie).

## Le tunnel romain
Le tunnel du Furlo est percé dans la roche sur une longueur de 38 m, sur une largeur de 5,5 m pour une hauteur 6 m, commencé vers -220, puis achevé en 76 sous le règne de l'empereur Vespasien, pour faciliter la circulation entre Rome et l'Adriatique par la Via Flaminia, qui suit la vallée du Métaure jusqu'à son embouchure. Ce tunnel, auquel on donna le nom de forulum, puis Furlo (c'est-à-dire « le petit trou ») est l'un des rares tunnels routiers romains qui nous soient parvenus.
L'inscription latine, au-dessus de l'entrée nord du tunnel, se réfère à Vespasien :
IMP. CAESAR AVG.
VESPASIANVM PONT. MAX.
TRIB. POT. VII IMP. XVII PP. COS. VIII
CENSOR FACIVND. CVRAVIT

## Les gorges du Furlo

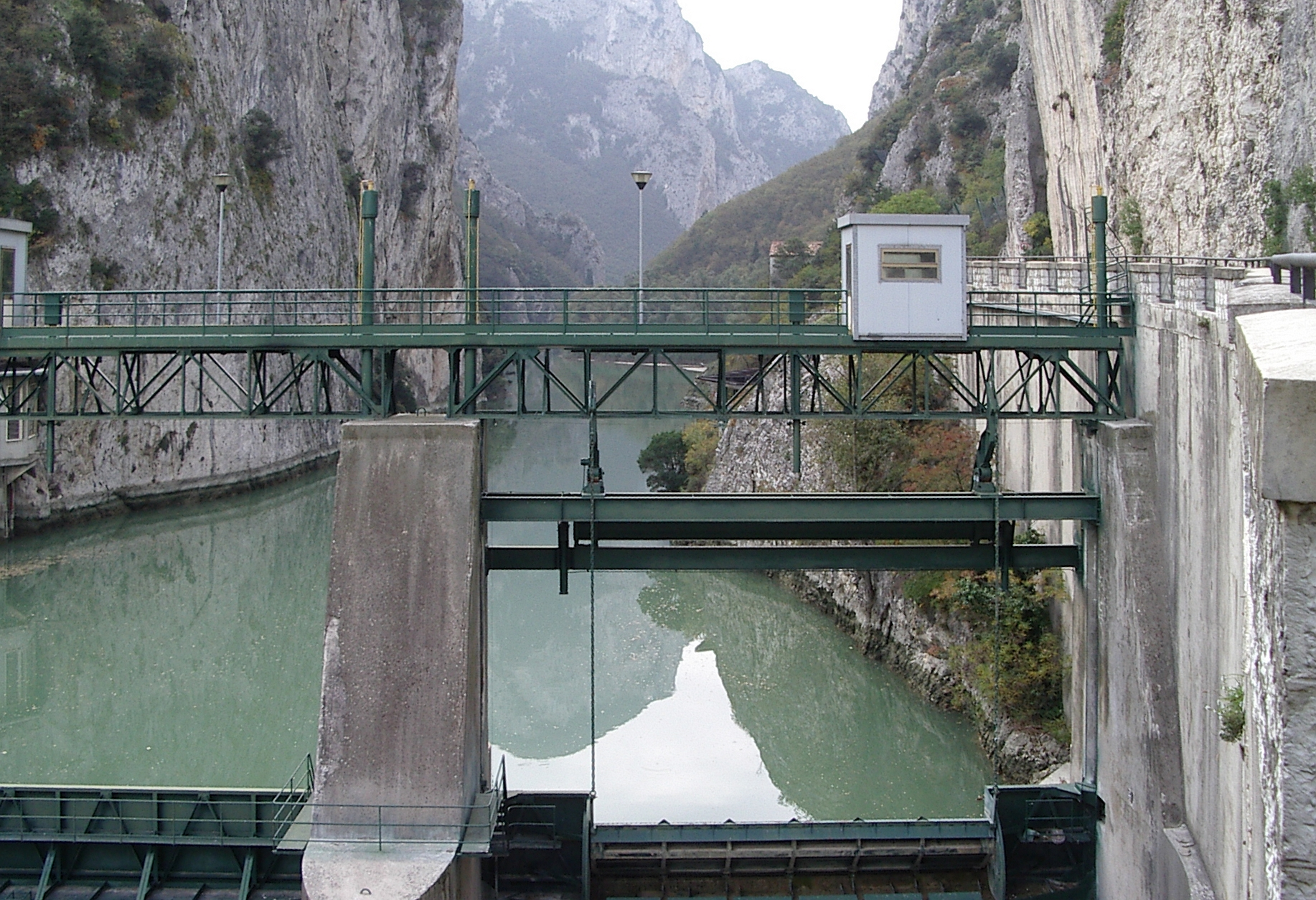
Barrage hydroélectrique de la Gola del Furlo.

Les gorges du Furlo (Gola del Furlo) est un long goulet naturel, occupé aujourd'hui par un lac de barrage, situé sur l'ancien tracé de la Via Flaminia, en aval de la cité d'Acqualagna, au fond duquel coule le fleuve Métaure, qui vient de recevoir les eaux de son affluent le Candigliano. Depuis quelques années, le trafic routier est dévié par un tunnel moderne long de plus de 3 km (la « passe du Furlo »), creusé à travers l'Apennin.
Les gorges du Furlo constitue une attraction touristique, élevée en 2001 au rang de réserve naturelle d'État des Gorges du Furlo».

## Images

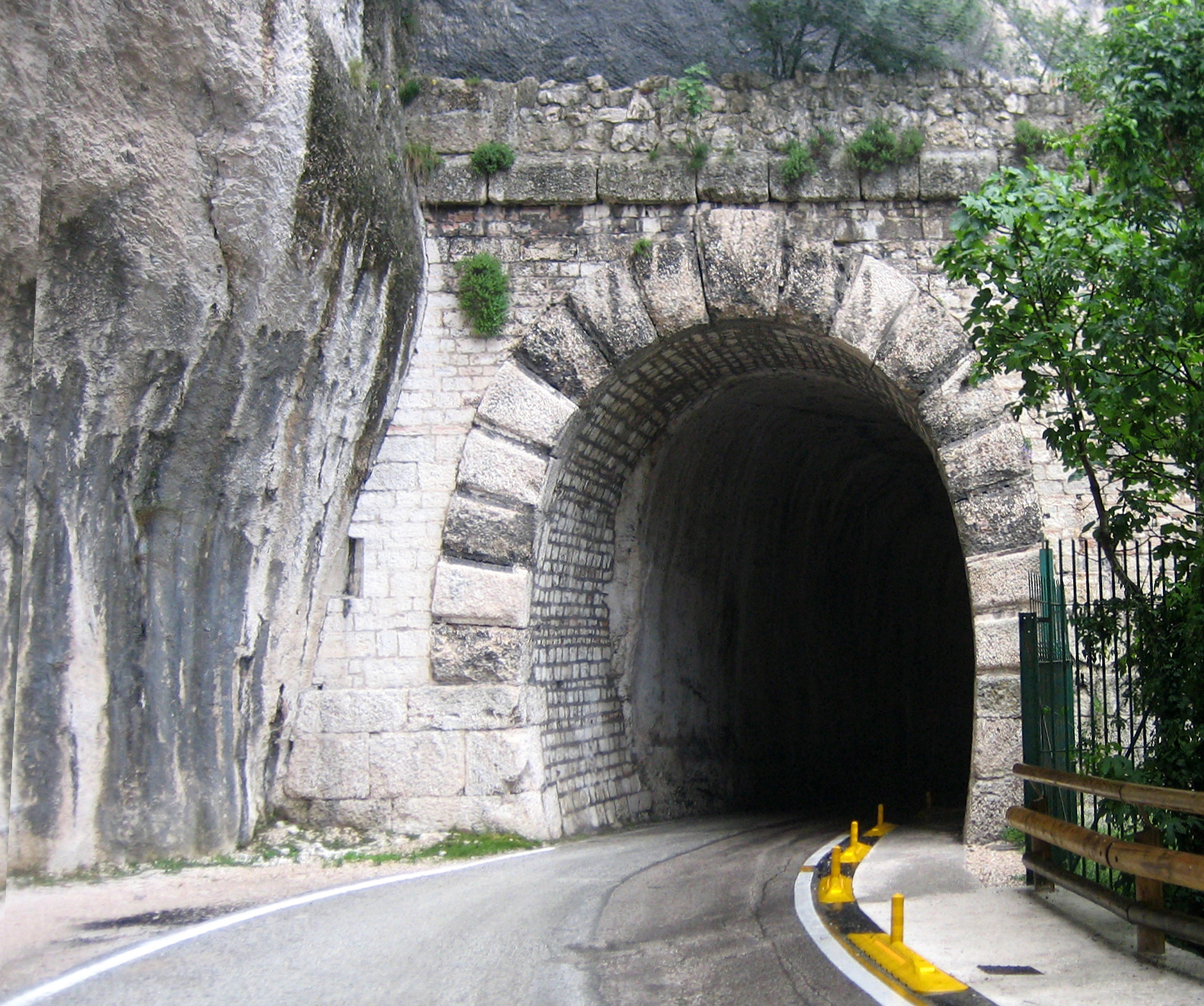
Entrée sud du tunnel romain.
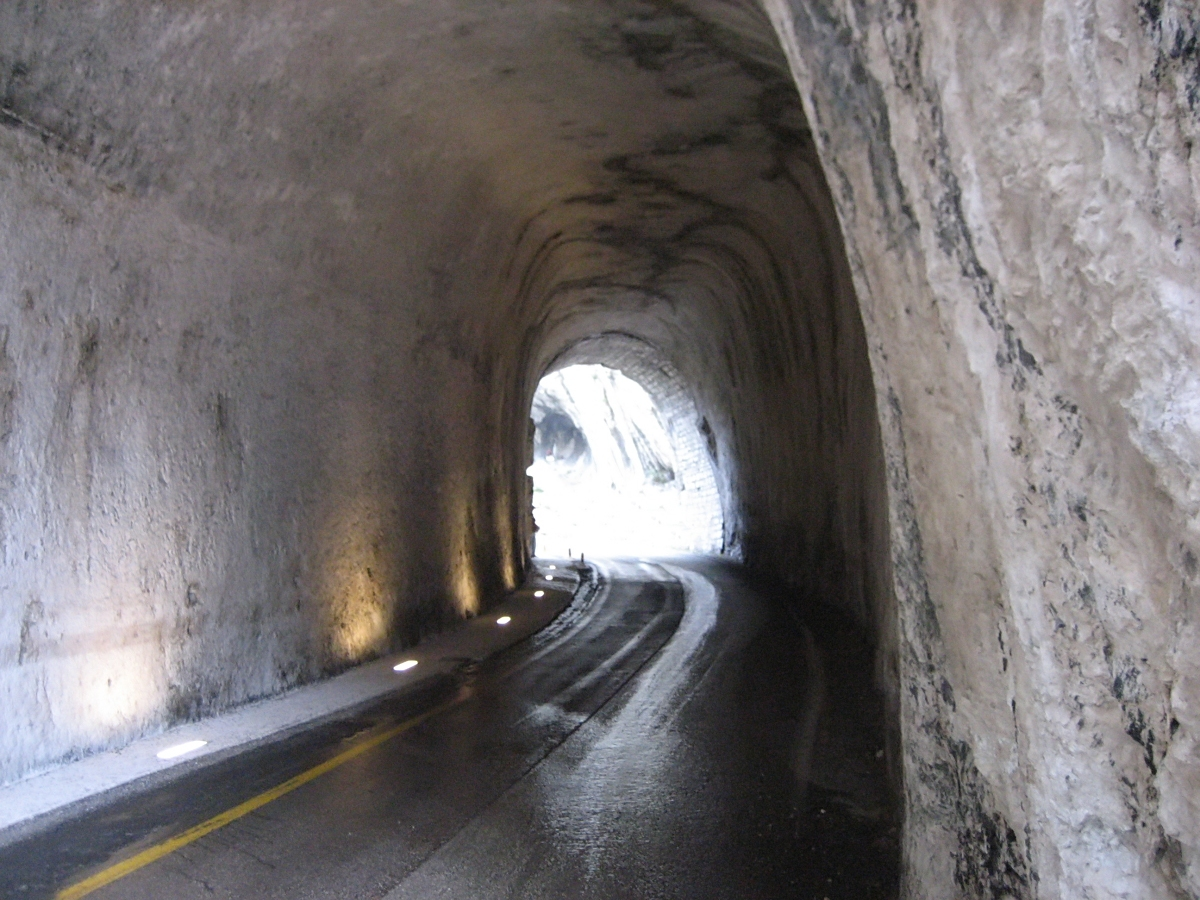
Intérieur du tunnel romain.
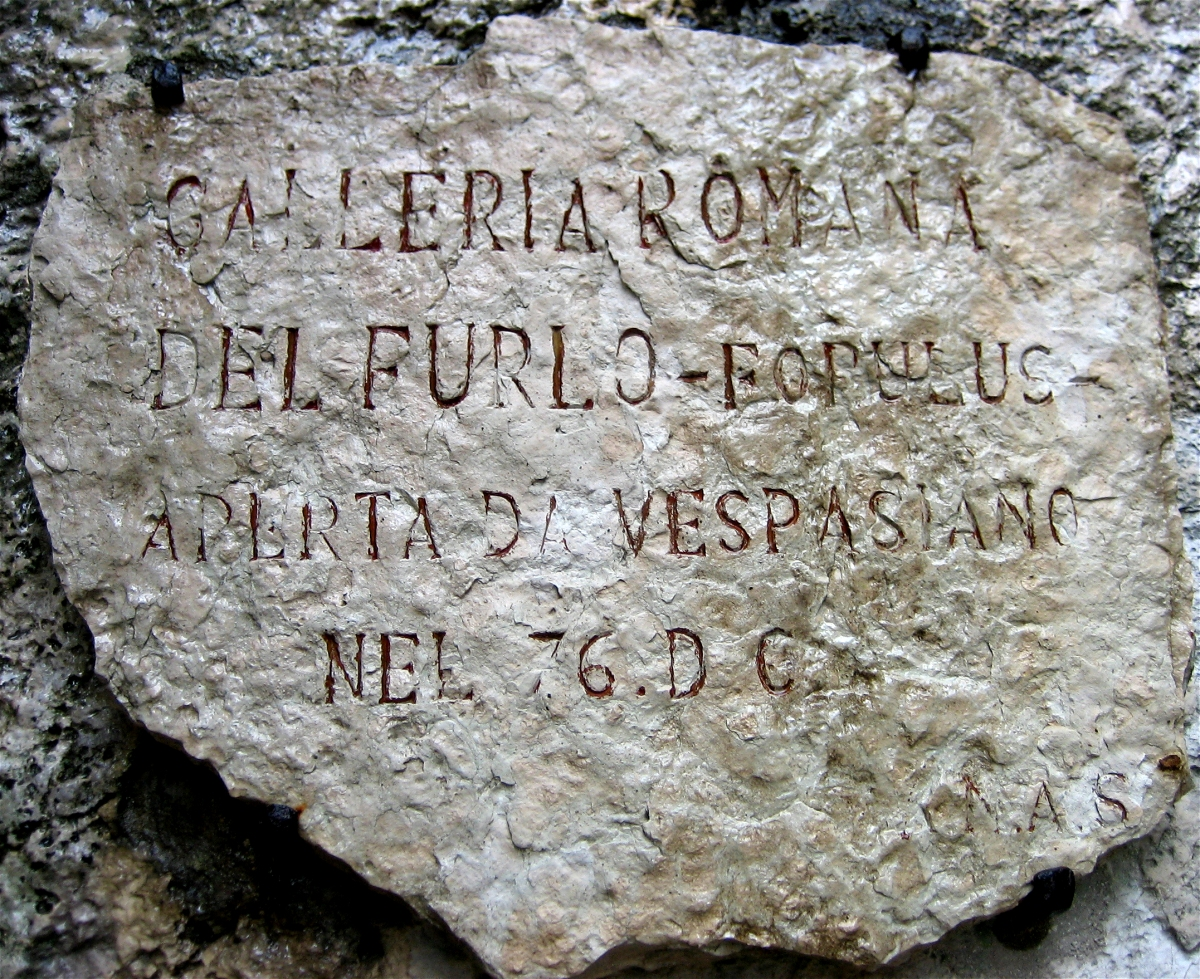
Inscription moderne à l'entrée du tunnel romain.
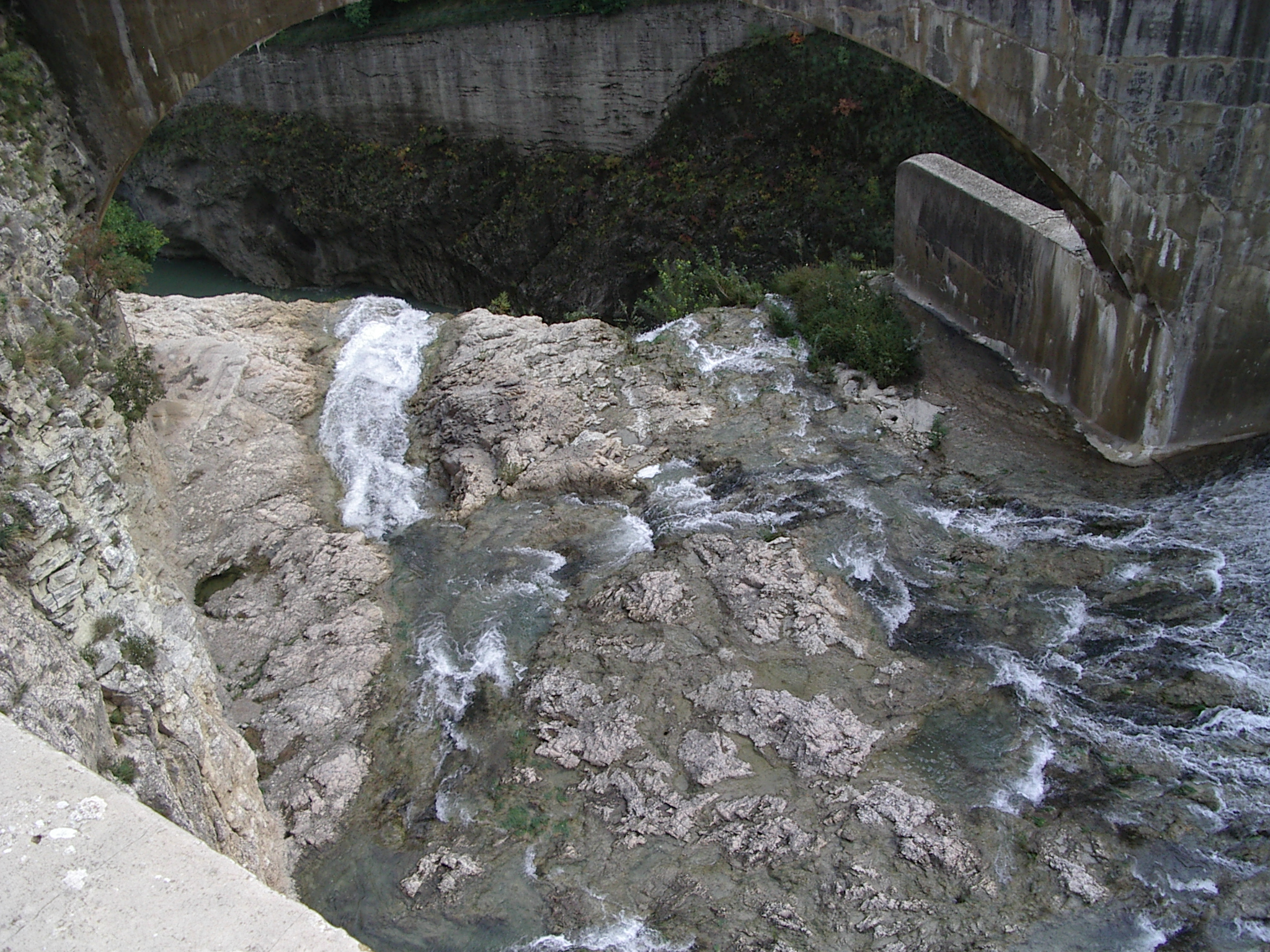
Gorge du Furlo.

## Sources
- (it) Cet article est partiellement ou en totalité issu de l’article de Wikipédia en italien intitulé « Gola del Furlo » (voir la liste des auteurs).